# ディープ・ライジング コンクエスト
『ディープ・ライジング コンクエスト』（原題：Shark Attack 3: Megalodon）は、アメリカ合衆国の映画作品（オリジナルビデオ）。監督はデヴィッド・ワース。
『シャークアタック』、『ディープ・ライジング』の続編だが、ストーリーの繋がりはない。

## キャスト
※括弧内は日本語吹替
- ベン - ジョン・バロウマン（内田夕夜）
- キャット - ジェニファー・マクシェーン（藤貴子）
- チャック - ライアン・カトロナ（手塚秀彰）
- イーサイ - ジョージ・スタンチェフ（丸山純路）
- トリー - ハリー・アニクキン（檀臣幸）
- デイヴィス - ニコライ・ソティロフ（多田野曜平）
- その他の声の出演 - 石住昭彦、望月健一、前島貴志、市川まゆ美、遠藤真、大塚智則、小林麻由子

## スタッフ
- 監督：デヴィッド・ワース
- 製作：ダニー・ラーナー、ボアズ・デヴィッドソン
- 製作総指揮：アヴィ・ラーナー
- 脚本：スコット・デヴァイン、ウィリアム・フック
- 撮影：デヴィッド・ワース
- 音楽：ビル・ワンデル
- 編集：クリストファー・リーズ